# نظریه خلق‌الساعه
خلق‌ُالسّاعه (Spontaneous generation) در فلسفه یعنی مادهٔ زنده خودبه‌خود به وجود بیاید. نظریهٔ خلق‌الساعه توسط ارسطو مطرح شد که به پیدایش خودبه‌خودی جانداران از ماده گفته می‌شود. برخی از دانشمندان از زمان ارسطو تا ون هلمونت به این نظریه اعتقاد داشتند و سرانجام، فرانچسکو ردی با انجام آزمایش‌هایی آن را رد کرد.
اصطلاح خلق‌الساعه حداقل از زمان ارسطو که در سال‌های ۳۸۴ تا ۳۲۲ پیش از میلاد می‌زیست، وجود داشت. نظریه خلق الساعه به‌لحاظ علمی رد شده است.
در سده‌ی ۱۷ دانشمندی به نام فرانچسکو ردی با روش علمی تلاش کرد انگاره‌ی خلق‌الساعه را رد کند:
ردی، پزشک و دانشمند ایتالیایی، تصمیم گرفت با روش علمی به این پرسش پاسخ دهد که آیا ممکن است مگس‌های دیگر، بدون دخالت مگسی دیگر به وجود آیند. او نخست مقداری گوشت را در هوای آزاد گذاشت. چند روز بعد جانوران کرمی شکل در گوشت پیدا شدند. این جانوران چند روز بعد به پیله و سپس به مگسی تبدیل شدند. ردی متوجه شد که از پیله‌هایی که شکل آنها متفاوت بود، مگس‌های متفاوتی خارج می‌شود.
ردی، پس از آن، گوشت‌های جانوران مختلف را با این روش آزمایش کرد. او این بار پیله‌های مشابه را جدا کرد و هر گروه از آنها را در ظرف جداگانه‌ای، روی گوشت پرورش داد و مشاهدهٔ مگس‌های هر گروه، مشابه یکدیگر، اما با گروه دیگر متفاوت اند.
ردی مشاهده کرد که مگس‌ها ذرات بسیار کوچکی روی گوشت فاسد بر جای می‌گذارند. در این هنگام، فرضیهٔ او چنین بود:
«نوزادان کرمی شکل، از ذرات ریزی که مگس‌ها روی گوشت فاسد برجای می‌گذارند به وجود می‌آیند.» ...